# Disney+ Hotstar
O Disney+ Hotstar (pronunciado como Disney Plus Hotstar) é um serviço de streaming de vídeo sob demanda por assinatura de propriedade da Star India, uma subsidiária da The Walt Disney Company India. O serviço oferece dois planos — o "VIP", com programas nacionais e conteúdos esportivos e o "Premium" com filmes e séries de televisão internacionais de grandes produtoras como HBO, Showtime, Disney+ e FX, além de conter um plano anual. Até março de 2020, conta com mais de 300 milhões de usuários ativos.
Após a compra da 21st Century Fox pela Disney, que incluí a Star India, o Disney+ passou a integrar seu produto ao Hotstar, e em 3 de abril de 2020, a plataforma foi fundida com o Disney+.

## História

Logotipo da Hotstar utilizado entre 2015 a 2020.

A Star India lançou oficialmente o Hotstar em 11 de fevereiro de 2015 após quinze meses de desenvolvimento, coincidindo com a Copa do Mundo de Críquete de 2015 e a futura Indian Premier League de 2015 (para a qual a Star adquiriu os direitos de streaming). O serviço patrocinado por anúncios apresentava inicialmente uma biblioteca com mais de 35.000 horas de conteúdo em sete idiomas regionais, bem como cobertura ao vivo de esportes como futebol e kabaddi, e críquete com atraso. O CEO da Star, Sanjay Gupta, sentiu que "[não] havia muitas plataformas disponíveis para os consumidores indianos oferecendo conteúdo de alta qualidade com curadoria além, digamos, do YouTube", e explicou que o serviço atrairia mais proeminentemente o crescimento demográfico de jovens adultos, e apresentam publicidade "muito direcionada". Ele estimou que até 2020, o serviço poderia representar quase um quarto da receita anual da Star.
Em abril de 2016, o Hotstar lançou uma camada de assinatura voltada principalmente para conteúdo internacional e a possibilidade de conteúdo esportivo premium. O serviço foi lançado junto com um novo acordo para transportar conteúdo da HBO sem cortes na plataforma, com sua introdução coincidindo com a estreia da 6ª temporada de Game of Thrones.
O lançamento em 2016 da operadora sem fio somente LTE, Jio, estimulou o crescimento da banda larga móvel na Índia e foi creditado por sua vez por ter impulsionado o crescimento do streaming de vídeo no país. Enquanto os serviços de origem nos Estados Unidos, como Amazon Prime Video e Netflix, tiveram algum crescimento no mercado indiano, o Hotstar permaneceu como o serviço de streaming dominante. Em julho de 2017, os aplicativos do Hotstar atingiram 300 milhões de downloads e foi relatado como o melhor aplicativo de streaming de vídeo do país.
Em maio de 2018, foi relatado que a Hotstar tinha entre 75 a 100 milhões de usuários ativos por mês. Em setembro de 2018, o CEO da Hotstar, Ajit Mohan, deixou o cargo para se tornar o vice-presidente e diretor administrativo do Facebook Índia. Naquele mês, foi relatado que o serviço havia começado a reestruturar sua liderança para ter executivos separados para seus serviços premium e apoiados por anúncios e, auxiliado por um novo financiamento da Star US Holdings, planejava aumentar sua produção de conteúdo original premium para melhor competir com a Amazon e Netflix, em meio a preocupações de que o serviço estava começando a perder dinheiro.
Em 2019, o serviço tinha mais de 150 milhões de usuários ativos por mês. Em março de 2019, antes da Indian Premier League de 2019, a Hotstar migrou os assinantes existentes de seu plano All Annual Sports para um novo plano básico conhecido como Hotstar VIP. Com a intenção de ser uma opção introdutória, inclui acesso a conteúdo esportivo (incluindo IPL, Copa do Mundo de Críquete 2019 e futebol da Premier League inglesa), acesso antecipado a seriados antes de sua transmissão pela televisão e séries originais do novo banner Hotstar Specials. Também pode ser pago em dinheiro. O diretor de produtos, Varun Narang, descreveu a oferta como "uma proposta de valor construída com o público indiano no centro dela".

### Aquisição pela Disney e integração com o Disney+
A Star, e por sua vez a Hotstar, foram adquiridas pela The Walt Disney Company em 2019, como parte da aquisição de sua empresa matriz nos EUA, a 21st Century Fox.
Durante uma teleconferência sobre lucros em fevereiro de 2020, Iger anunciou que sua marca de streaming internacional recém-lançada Disney+ e sua programação original seriam integrados ao Hotstar como parte de um relançamento em 29 de março de 2020. Iger afirmou que o lançamento do serviço, originalmente programado para coincidir com a abertura da Indian Premier League de 2020, aproveitaria a "plataforma comprovada" do Hotstar e a base de clientes existente. O The Motley Fool descreveu a Hotstar como a "arma secreta" da Disney no mercado, devido à sua posição já dominante.
A Hotstar começou o lançamento suave do serviço expandido para alguns usuários em março. Em 20 de março de 2020, em reconhecimento da pandemia de COVID-19 e adiamento associado da temporada de IPL, a Disney anunciou que tinha adiado o lançamento para 3 de abril. O serviço foi lançado oficialmente com uma "estreia no tapete vermelho virtual" de O Rei Leão e da série do Disney+, The Mandalorian, apresentando os atores Rana Daggubati, Katrina Kaif, Shraddha Kapoor, Hrithik Roshan e Tiger Shroff participando de interações ao vivo. O preço do serviço Hotstar Premium também aumentou com o lançamento.
Em 2 de maio, a Star anunciou que distribuiria o serviço gratuitamente para trabalhadores migrantes em Singapura até 21 de julho, para melhorar o moral em meio ao impacto da COVID-19. Em junho de 2020, a Hotstar nomeou Sunil Rayan, anteriormente do Google, como o novo presidente da plataforma.

### Integração com o The Disney Bundle nos Estados Unidos
Em 31 de agosto de 2021, a Disney anunciou que o serviço Hotstar autônomo original nos Estados Unidos será encerrado em 2022. A empresa também anunciou que vai migrar o conteúdo de entretenimento geral, como Hotstar Specials, programação da Star India e filmes de sucesso para seu serviço irmão Hulu a partir de 1º de setembro de 2021. Os direitos esportivos que a Hotstar detém no país, incluindo a Indian Premier League, o Conselho de Controle de Críquete na Índia, o Conselho Internacional de Críquete e a Pro Kabaddi League serão migrados para o ESPN+.

## Conteúdos
Alguns dos primeiros conteúdos originais do Disney+ Hotstar foram os programa On Air With AIB e CinePlay. Em março de 2019, o serviço lançou sua primeira produção fictícia, Roar of the Lion, uma minissérie de seis episódios, foi confirmado que as produções do serviço estariam disponíveis em sete idiomas regionais, entre eles o bengali, hindi, canarim, malaiala, marata, tâmil e telugo. A Hotstar fez uma parceria com um grande número de cineastas indianos para produzir séries para a marca.
Em dezembro de 2015, a Hotstar conseguiu os direitos de transmissão das séries originais (atuais e antigas) da HBO, chegando a um acordo semelhante com a Showtime em julho de 2017.

## Lançamento
Em 4 de setembro de 2017, a Star Sports adquiriu a totalidade dos direitos de mídia da Indian Premier League, com o Hotstar atuando como o detentor dos direitos digitais internacionais. O serviço serviu em todo o mundo até que a Hotstar lançou um serviço de assinatura internacional no Canadá e nos Estados Unidos, com o objetivo de fornecer seu conteúdo indiano doméstico e esportes. O Hotstar foi lançado no Reino Unido em 13 de setembro de 2018, para coincidir com a Asia Cup de 2018. Em 4 de janeiro de 2019, a Star descontinuou seus canais internacionais de televisão por assinatura linear nos Estados Unidos (como o StarPlus), mantendo o seu foco na região para a Hotstar.
Em agosto de 2019, o CEO da Disney, Bob Iger, declarou que havia planos para a expansão do Hotstar no Sudeste Asiático. Em agosto de 2020, foi anunciado que o Disney+ Hotstar seria lançado na Indonésia em 5 de setembro de 2020, marcando a primeira expansão do serviço unificado fora da Índia. Em 19 de outubro de 2020, a Star India anunciou o lançamento do Hotstar em Singapura, que ocorreu em 1 de novembro de 2020. Em 25 de fevereiro de 2021, foi relatado que o Disney+ Hotstar seria lançado na Malásia e Tailândia em 2021. O serviço foi lançado na Malásia em 1 de junho de 2021, e na Tailândia em 30 de junho.
Em 27 de julho de 2021, foi relatado que o conteúdo original do Hotstar provavelmente seria licenciado para os serviços irmãos Hulu nos Estados Unidos, Star no Canadá, Europa, Mundo árabe, África, Oriente Médio e partes da Ásia-Pacífico e Star+ na América Latina no futuro. Em 31 de agosto, a Disney anunciou que eliminará o Hotstar nos Estados Unidos e incluirá a programação no Hulu e ESPN+. Ela espera que o Hotstar seja fechado nos Estados Unidos no final de 2022.
| Data de Lançamento                             | País/Território | Parceiro(s) de Lançamento |
| ---------------------------------------------- | --------------- | ------------------------- |
| - 11 de fevereiro de 2015 - 3 de abril de 2020 | Índia           | Nennhum                   |
| 5 de setembro de 2020                          | Indonésia       | Telkomsel                 |
| 1 de junho de 2021                             | Malásia         | Astro                     |
| 30 de junho de 2021                            | Tailândia       | AIS                       |
| 2022                                           | Vietname        |                           |

| Data de Lançamento     | País/Território | Parceiro de Lançamento |
| ---------------------- | --------------- | ---------------------- |
| 4 de setembro de 2017  | Canadá          | Nenhum                 |
| 4 de setembro de 2017  | Estados Unidos  | [ e ]                  |
| 13 de setembro de 2018 | Reino Unido     | Nenhum                 |
| 1 de novembro de 2020  | Singapura       | StarHub                |

## Audiência
A Hotstar conseguiu uma audiência de 340 milhões durante a Copa do Mundo de Críquete de 2015, e mais de 200 milhões durante a temporada da Indian Premier League de 2015.
O Indian Premier League de 2019, bateu repetidamente recordes de audiência simultâneo na Hotstar, com a final de 2019 estabelecendo um novo "recorde global" com uma audiência de 18,6 milhões. O recorde foi superado durante a semifinal da Copa do Mundo de Críquete de 2019, entre a Índia e Nova Zelândia, com 25,3 milhões, spós a partida Índia-Paquistão no início do jogo, a Hotstar ultrapassou a marca de 100 milhões de usuários.

## Censuras
O programa estadunidense Last Week Tonight, da rede HBO, sofreu uma grande censura na Hotstar, em dois episódios foram removidos piadas referentes aos personagens da Disney. Em fevereiro de 2020, a Hotstar também recusou-se a transmitir um episódio que continha críticas ao primeiro-ministro indiano Narendra Modi, que havia alegado que sua política de nacionalismo hindu era uma ameaça crescente à democracia na Índia. No desenho animado Duck Tales (2017), a palavra "presunto" no hambúrguer foi removida por motivos desconhecidos.